# Phyllophilopsis evanida
Phyllophilopsis evanida là một loài ruồi trong họ Tachinidae.